# Thuringwethil
Thuringwethil (Femme de l'Ombre Secrète) est un personnage de l'œuvre de l'écrivain britannique J. R. R. Tolkien.

## Histoire
Lúthien utilisa sa dépouille pour se déguiser et pénétrer dans la forteresse d'Angband en compagnie de Beren dans la quête des Silmarils. Thuringwethil est un vampire messager de Sauron, probablement un Maia, qui a pris la forme d'une chauve-souris ; ses ailes portaient des griffes de fer.

## Conception et évolution
Thuringwethil apparaît dans le Lai de Leithian (chant XIII).